# Jozef Urblík
Jozef Urblík (magyarul: Urblík József; Bártfa, 1996. augusztus 22. –) szlovák korosztályos válogatott labdarúgó, a Vasas játékosa.

## Pályafutása

### Klubcsapatokban
Ifjúsági éveit az FC Nitra korosztályos csapataiban töltötte. A szlovák első osztályban 17 évesen és 93 naposan debütált a Dukla Banská Bystrica ellen, amely végül 2-0-s nyitrai győzelmet hozott.
 Az idény végén viszont a klub kiesett, így a 2014–15-ös szezont a másodosztályban kezdték meg. A klubtól több játékos is távozott, így a fiatal középpályás megkapta a lehetőséget a bizonyításra. Ezzel kiválóan élt is, hiszen azonnal az első felnőtt idényében a csapat vezéré vált, amit leginkább eredményessége mutatja meg, hiszen 6 gólt sikerült szereznie, további 12-t pedig előkészítenie.
A 2015–16-os szezont ott folytatta, ahol az előzőt abbahagyta. Azonban elkezdték sérülések hátráltatni, ezért végül 767 játékperchez jutott a másodosztályban, de ezek alatt is kétszer eredményes tudott lenni, hat alkalommal pedig kiszolgálta a társakat. Az SKF Sered és a TJ Iskra Borcice ellen volt eredményes. 2015 decemberében egy kisebb boka műtéten esett át, ezért már csak a tavaszi idény közben tudott csatlakozni csapatához. Mivel szerződéséből kevesebb, mint 6 hónap volt hátra, tárgyaló asztalhoz ülhetett hivatalosan is más csapatokkal. A Nitra új szerződést kínált, amit hosszas mérlegelés után elutasított, ezért előbb a B csapathoz száműzték, majd egészen 2016 nyaráig egyénileg kellett edzenie.
2016 nyarán a cseh első osztályú Vysočina Jihlava csapatát választotta, ahol korábbi edzője, Michal Hipp edzősködött. Július 30-án a Viktoria Plzeň ellen gólpasszal mutatkozott be, majd a 13. fordulóban az akkor éppen 2. helyen álló Mladá Boleslav ellen szerzett győztes gólt ballal 16 méterről.
2018. augusztus 30-án a magyar élvonalban szereplő Puskás Akadémia két évre szerződtette. A 2019–20-as idényben a bronzérmes csapat tagjaként 23 mérkőzésen 4 gólt szerzett.
2023 februárjában a Vasas csapatához igazolt, 2025 nyaráig tartó szerződést írt alá. Április 29-én korábbi csapata, a Puskás Akadémia elleni bajnoki mérkőzésen 2 gólt lőtt, a végeredmény 2–2 lett.

### A válogatottban
2012-ben meghívást kapott a szlovák U17-es labdarúgó-válogatottba, amely a spanyol U17-es labdarúgó-válogatott ellen készült. Október 2-án és Október 4-én zajló felkészülési mérkőzésen 26-26 percet kapott.

## Magánélete
Magyar szülők gyermeke, a szlovák-magyar határ mellett fekvő Ipolysagról származik, ezért magyar válogatott is lehetne. Folyékonyan beszél magyarul, szlovákul és cseh nyelven. Apja, idősebb Jozef Urblík szintén profi labdarúgó volt.

## Sikerei, díjai
Puskás Akadémia
- Magyar labdarúgó-bajnokság bronzérmes: 2019–20[8]
- Magyar labdarúgó-bajnokság ezüstérmes: 2020–21
- Magyar labdarúgó-bajnokság bronzérmes: 2021–22

## Statisztika

### Klubcsapatokban
2025. augusztus 11-i állapot szerint.
| Klub             | Szezon           | Bajnokság | Bajnokság | Kupa  | Kupa  | Nemzetközi | Nemzetközi | Összesen | Összesen |
| Klub             | Szezon           | Mérk.     | Gólok     | Mérk. | Gólok | Mérk.      | Gólok      | Mérk.    | Gólok    |
| ---------------- | ---------------- | --------- | --------- | ----- | ----- | ---------- | ---------- | -------- | -------- |
| Nitra            | 2013–14          | 2         | 0         | —     | —     | —          | —          | 2        | 0        |
| Nitra            | 2014–15          | 30        | 6         | 3     | 0     | —          | —          | 33       | 6        |
| Nitra            | 2015–16          | 9         | 2         | 2     | 0     | —          | —          | 11       | 2        |
| Nitra            | Összesen         | 41        | 8         | 5     | 0     | —          | —          | 46       | 8        |
| Vysočina Jihlava | 2016–17          | 15        | 1         | 2     | 1     | —          | —          | 17       | 2        |
| Vysočina Jihlava | 2017–18          | 22        | 1         | 2     | 0     | —          | —          | 24       | 1        |
| Vysočina Jihlava | 2018–19          | 6         | 4         | 1     | 0     | —          | —          | 7        | 4        |
| Vysočina Jihlava | Összesen         | 43        | 6         | 5     | 1     | —          | —          | 48       | 7        |
| Puskás Akadémia  | 2018–19          | 19        | 1         | 5     | 0     | —          | —          | 24       | 1        |
| Puskás Akadémia  | 2019–20          | 23        | 4         | 2     | 0     | —          | —          | 25       | 4        |
| Puskás Akadémia  | 2020–21          | 22        | 1         | 2     | 0     | —          | —          | 24       | 1        |
| Puskás Akadémia  | 2021–22          | 15        | 1         | —     | —     | —          | —          | 15       | 1        |
| Puskás Akadémia  | 2022–23          | 8         | 0         | 2     | 0     | 2          | 0          | 12       | 0        |
| Puskás Akadémia  | Összesen         | 87        | 7         | 11    | 0     | 2          | 0          | 100      | 7        |
| Vasas            | 2022–23          | 11        | 3         | 2     | 0     | —          | —          | 13       | 3        |
| Vasas            | 2023–24          | 30        | 2         | 4     | 0     | —          | —          | 34       | 2        |
| Vasas            | 2024–25          | 29        | 6         | 1     | 1     | —          | —          | 30       | 7        |
| Vasas            | 2025–26          | 3         | 2         | —     | —     | —          | —          | 3        | 2        |
| Vasas            | Összesen         | 73        | 13        | 7     | 1     | —          | —          | 80       | 14       |
| Karrier összesen | Karrier összesen | 244       | 34        | 28    | 2     | 2          | 0          | 274      | 36       |